# أبطال الديجيتال (الجزء الخامس)
أبطال الديجيتال (بالإنجليزية: DIGIMON SAVERS)‏
(باليابانية: デジモンセイバーズ)
تمهيد منقذو الديجيمون هو الموسم الخامس من السلسلة ويأتي تكملة لها بعد الجزء الرابع حراس الديجيمون (Digimon Frontier) ويختلف كلياً عن الأجزاء السابقة، ومازال يعرض حتى الآن في اليابان، وعلى كل حال هناك خصائص مشتركة بين الأجزاء ولكن أسلوب التصميم تغير بدقة في التفاصيل وشكل أكثر إثارة في هذا الجزء.
مقدمة عن هذا الأنمي
الحاجز بين العالم الرقمي والعالم الحقيقي أصبح ضعيفاً! داتس منظمة حكومية سرية أسست لإيقاف هذه الحادثة المخيفة، ماسارو فتى الأربعة عشر عاماً الذي يستمتع بالشجار يدخل في قتال مفاجئ مع أجومون الهارب من الداتس وبعدما لاحظا أن قوتها متعادلة أصبح الخصمان صديقان بسرعة وانضما إلى المنظمة لحماية مدينة ماسارو.
والآن ماسارو ومع أعضاء الفريق الجديد يوشينو وتوما عليهم أن يتعلموا العمل الجماعي مع بعضهم رغم الاختلافات فيما بينهم إذا أرادوا أن ينهوا مهماتهم بنجاح، ومع الشجاعة والصداقة الأمر عائد إلى هؤلاء الثلاثة للحماية والدفاع عن عالمهم من الفوضى.

## الشخصيات الرئيسية
Masaru Daimon
المرافق: أجومون
العمر: 14 سنة
ماسارو الشخصية الرئيسية في هذا الجزء وهو ابن سوغورو دايمون الباحث الكبير الذي اختفى في ظروف غامضة خلال رحلة إلى العالم الرقمي تقريباً من 10 سنوات، إنه شخص يستمتع بالشجار وهو واحد من أفضل المقاتلين في منطقته ويسمي نفسه أقوى مقاتل شوارع في اليابان! إنه متهور وعنيد جداً ولكنه يستعمل عقله في بعض الأحيان، وبعد حادثة أجومون، يصبح أجومون مرافقه بعد أن يأخذ الأداة الرقمية من عجوز غريب (هيروشي يوشيما) ، ماسارو وأجومون يكونان فريقاً ممتازاً، هما يستمتعان بمطاردة وقتال الديجيمونات الأخرى حتى بالرغم لو أنهما تشاجرا!
ماسارو يقاتل الديجيمونات بنفسه وهذا قلة من البشر من يستطيعوا فعل ذلك، إنه يستطيع إيقاظ طاقة الديجيتال بداخله بواسطة لكم العدو وهذا يساعده لتطوير أجومون إلى مستويات أعلى أنه يؤمن بأن والده مازال حياً بعد أن سمع الحقائق عنه، ثم يقرر الذهاب إلى عالم الديجيتال لإيجاده والعودة إلى المنزل.
Tohma H. Norstein
المرافق: جاومون
العمر: 14
توما فتى نابغة منذ طفولته ورياضي ماهر، تخرج من الجامعة عدما بلغ 14 عاماً! وهو من والدين مختلفين من أب أسترالي وأم يابانية، وهو نوعاً ما أمير ينتمي إلى العائلة الحاكمة في النمسا، توما وجاومون مختلفين تماماً عن ماسارو وأجومون أثناء المعارك إنه يفكر بكل حركة يقوم بها بخطوات محسوبة ودقيقة ويحس بأنه لامجال للخطأ فيها وجاومون يحترمه كثيراً ويناديه كالخدم بـسيدي.
موقفه جاد كثيراً ولكنه في بعض الأحيان يكون عاطفياً عندما يفكر بأمه التي توفيت وهو صغير.
Yoshino Fujieda
المرافق: رارامون
العمر: 18 عام
يوشينو تصنف كأنها الأخت الكبرى في الفريق وهي الشخص الوحيد المسموح لها بالقيادة وهي دائماً تنتبه للفتيين ماسارو وتوما وتعتبر كالغراء الذي يجعل الفريق متماسكاً في مختلف الظروف، وكابتن ساتسوما دائماً مايعطيها ثقته لأنها الأكبر في الفريق، ويوشينو أكثر نضوجاً عكس ماسارو لأنها تستخدم عقلها كثيراً قبل أي تصرف سواء داخل المعركة وخارجها، وهي ورارامون تشكلان ثنائي ممتاز وتعاملها باحترام ونادراً ماتتشاجران وكل منهما ترعى الأخرى وتعتبر انتصارها نتيجة لمجهوديهما، ولديها جملة معينة دائماً ما ترددها «هذا هو الأسوأ» والسبب الرئيسي تصرفات ماسارو وأجومون الطائشة الذان يتركاها تحل مشاكلهما من بعدهما.
الشخصيات الثانوية
Ikuto Noguchi
المرافق: فالكومون
إيكتو الفتى المجهول الذي فقد قبل سنوات في حادثة عند البوابة الرقمية، وقد تربى بعدها على يد أحد الديجيمونات ويدعى فريجيمون التي قتلت على يد ديجيمونات آلية صممت بواسطة أكيهيرو كوراتا، بعدها حقد إيكتو على كل البشر وحمل عليهم الكره ولكن نظرته بدأت تتغير تجاه البشر بعد أن عرف بعض الحقائق، فالكومون هو مرافقه وصديق طفولته الذي يساعده دائماً ليعود إلى إنسانيته، إيكتو يعتبر ماسارو كأنه أخاه الأكبر.
Commander Hiroshi Yushima
المرافق: كاميمون
هيروشي يوشيما هو رئيس منظمة الداتس
Captain Satsuma
المرافق: كودامون
كابتن ساتسوما هو قائد فريق الداتس
Megumi Shirakawa
المرافق: PawnChessmon
موظفة في الداتس
Miki Kurokawa
المرافق: PawnChessmon
موظفة في الداتس

## القصة
في المستقبل القريب المصاحب لاكتشاف عالم النت (عالم الديجيتال) وجدت هناك الوحوش الرقمية بواسطة مجهود البروفيسور سوغورو دايمون الذي كان أعلى باحث وأكثرهم علماً بالديجيمونات وعالمهم، وقد درس سلوك الديجيمونات ووجد أن هناك أنواع شريرة مما جعل الحكومة تؤسس DATS (Digital Accident Tactic Squad) فريق السيطرة على حوادث الديجيتال للتعامل مع هذه الديجيمونات.
ماسارو دايمون الفتى ذو الأربعة عاماً مقاتل الشوارع الذي لايهزم يقابل أجومون الذي يهرب من الداتس، المنظمة السرية الحكومية التي تأسست للدفاع عن عالم البشر من غزو الديجيمونات، وبعد مشاجرة بينهما يصبحان صديقان بسرعة وتمر أحداث القصة حتى ينضما للداتس الذي يأملان أن يطورا نفسيهما فيه.
أفراد فريق ماسارو هم توما نورشتين الفتى النابغة مع مرافقه جاومون ويوشينو فوجييدا ومرافقتها رارامون، ومع تقدم الأحداث يكتشف توما أن الديجيمونات تتبع مشاعر الشر في البشر، وتسخن الأحداث بلقاء ميركوريمون أحد حكام عالم الديجيتال والفتى البشري إيكتو الذي يخدمه مع مرافقه فالكومون ثم يحاول فريق الداتس تغيير وجهات نظرهم إلحاقدة نحو البشر حتى يظهر العدو الحقيقي لعالم الديجيتال الدكتور أكيهيرو كوراتا العالم الذي قاد الهجوم على العالم الرقمي قبل سنوات والذي نتج عنه موت العديد من الديجيمونات ومنهم الديجيمون التي ربت إيكتو كأمه فريجيمون .
كوراتا مدعم من الحكومة اليابانية ورجال أعمال البلد مثل والد توما في تنفيذ خطته لتدمير كل الديجيمونات في عالم الديجيتال مدعياً أنها تشكل تهديداً للإنسانية ولكن هذا كله مجرد غطاء يختبيء وراءه لتنفيذ خطته الحقيقية وطموحاته التي تقوم على جمع طاقة الديجيمونات التي يقضي عليها لإيقاظ بيلفيمون أحد قوى الشر السبعة ويستخدم قوته للسيطرة على عالم البشر ولكن أحلامه تذهب أدراج الرياح بمجهود ماسارو وأصدقائه.
وكانت خطة كوراتا الاحتياطية هي القنبلة الرقمية التي تدمج بين عالم البشر والديجيمون وجعلهما يصطدمان ببعضهما والذي يقود لدمار العالمين ولكن تم إيقاف هذا الدمج بواسطة جهود بانشيوليومون الذي أوصى ماسارو قبل أن يموت بالبحث عن ياجيدراسي ملك العالم الرقمي وعندما يجد فريق الداتس أخيراً ياجيدراسي لن يكتشفوا فقط أنه والد ماسارو المختفي ولكنهم يصدموابقراره لحماية عالم الديجيتال بتدمير عالم البشر وتكليف فرسان الأسطول الملكي بذلك.

## روابط خارجية
- أبطال الديجيتال الجزء الخامس على موقع IMDb (الإنجليزية)
- أبطال الديجيتال الجزء الخامس على موقع كينوبويسك (الروسية)
- أبطال الديجيتال الجزء الخامس على موقع ANN anime (الإنجليزية)